# Marjane Satrapi
Marjane Satrapi (pers. مرجان ساتراپی; ur. 22 listopada 1969 w Raszcie) – irańsko-francuska autorka komiksów, reżyserka filmów animowanych oraz autorka książek dla dzieci. Sławę przyniosła jej seria komiksowa Persepolis. Film animowany stworzony na podstawie tego komiksu z 2007 roku otrzymał nominację do Oscara za najlepszy pełnometrażowy film animowany.

## Życiorys
Dorastała w Teheranie, gdzie uczyła się w liceum francuskim i była świadkiem ograniczenia praw publicznych, upadku szacha, wczesnego reżimu ajatollaha Chomeiniego i pierwszych lat wojny z Irakiem.
W wieku lat 14 została wysłana przez swoich rodziców do Wiednia, później mieszkała w Strasburgu gdzie studiowała grafikę. Obecnie mieszka w Paryżu, współpracuje z wieloma gazetami i magazynami, między innymi z „The New York Times” i „The New Yorker”, dla których robi ilustracje.
Zasiadała w jury sekcji "Un Certain Regard" na 59. MFF w Cannes (2006) oraz w jury konkursu głównego na 61. MFF w Cannes (2008).

## Komiksy
- Persepolis (Persépolis, 2000–2003, wyd. polskie 2006–2007)
- Sagesse et malices de la Perse (2001)
- Les Monstres n’aiment pas la lune (2001)
- Ulysse au pays des fous (2001)
- Adjar (2002)
- Wyszywanki (Broderies, 2003, wyd. polskie 2008)
- Kurczak ze śliwkami (Poulet aux prunes, 2004, wydanie polskie 2006)
- Le Soupir (2004)

## Filmografia
- Persepolis (Persépolis, 2007) – scenariusz i reżyseria
- Kurczak ze śliwkami (Poulet aux prunes, 2011) – scenariusz i reżyseria
- La Bande des Jotas (2012) – scenariusz i reżyseria
- Głosy (The Voices, 2014) – reżyseria
- Skłodowska (Radioactive, 2019) – reżyseria
- Paradis Paris (2024) – reżyseria